# Línia evolutiva de Caterpie
Aquesta línia evolutiva de Pokémon inclou Caterpie, Metapod i Butterfree.

## Caterpie
Caterpie és una de les espècies que apareixen a la franquícia Pokémon. Com Weedle, aquest Pokémon cuc és un dels que evoluciona en un nivell més baix, convertint-se en Metapod en arribar al nivell 7. En el joc Pokémon Go es necessiten 12 caramels de Caterpie per evolucionar-lo.

### Etimologia
El nom Caterpie és un derivat del mot anglès caterpillar ('eruga').

### Morfologia
Caterpie té unes ventoses a les seves potes que li permeten escalar arbres, on es camufla entre les fulles del mateix color que el seu cos mentre se n'alimenta; els dissenys amb forma d'ull que té al front són per espantar els enemics, i quan això falla, el fet de tocar les antenes de Caterpie fa que alliberi una pudor horrible per defensar-se.

### En els videojocs
Depenent de l'edició que s'estigui jugant, Caterpie pot ésser capturat a diferents llocs, que són el Viridian Forest, la Ruta 25, el National Park i a l'Ilex Forest. En algunes edicions com Pokémon Vermell, Safir i Rubí, Caterpie no pot ésser capturat i només se'l pot aconseguir intercanviant-lo de Pokémon Blau, en el primer cas, i de Pokémon VerdFulla o Pokémon VermellFoc en els altres dos.
Caterpie és vulnerable als atacs de Pokémon de foc, voladors i de roca, i és resistent contra els tipus planta, terra i lluita. A Vermell i Blau, era dèbil contra els atacs verinosos.
Caterpie és un dels típics Pokémon que capturen primer els nous entrenadors, ja que és bastant fàcil de trobar i no costa gaire capturar-lo.

### A l'anime
Caterpie és el primer Pokémon capturat per Ash Ketchum en la seva aventura per convertir-se en Mestre Pokémon. El captura al Viridian Forest sense ni tan sols lluitar-hi, i en els capítols següents evoluciona dues vegades fins a arribar a Butterfree, tot dins el Viridian Forest.

## Metapod
Metapod és una de les espècies que apareixen a la franquícia Pokémon. És la forma intermèdia de l'evolució entre Caterpie i Butterfree, i com els cucs de seda en la vida real, passa per una fase de crisàlide.
Ume Aoki, una dibuixant japonesa coneguda per la seva feina en el manga Hidamari Sketch i l'anime Puella Magi Madoka Magica, es dibuixa a si mateixa fent cosplay de Metapod.

### Etimologia
El nom Metapod és una mescla dels mots metamorphosis (metamorfosi) i pod ('vaina').

### Morfologia
Metapod es prepara per evolucionar reposant dins la cuirassa que s'ha fet. La part del cos que hi ha a l'interior és tendra i feble, i un impacte fort pot deixar-lo fora de combat. Mentre a l'interior va mutant per evolucionar en Butterfree, no és capaç de moure's, i l'única defensa possible contra els atacants és endurir la seva closca per resistir els atacs. Nogensmenys, aquesta closca és forta com l'acer.
Metapod i Kakuna són els únics Pokémon que en evolucionar, deixen alguna part de la seva fase anterior. Mentre que tots els altres Pokémon simplement es transformen en les seves noves formes, Beedrill i Butterfree surten del capoll i abandonen la closca que tenien.

### En els videojocs
En els jocs tradicionals es pot aconseguir un Metapod evolucionant un Caterpie. Una altra manera d'aconseguir-lo és buscant a les mateixes zones on es troben Caterpie, és a dir, al Viridian Forest, la Ruta 25, el National Park i l'Ilex Forest. En el joc Pokémon Go es necessiten 12 caramels de Caterpie per aconseguir a Metapod.

### A l'anime
A Pokémon, quan el Caterpie d'Ash Ketchum evoluciona a Metapod, rep el desafiament d'un altre entrenador que té també un Metapod. Com que l'únic atac que pot usar Metapod és Fortalesa, la batalla acaba essent una pèrdua de temps perquè l'única ordre possible és la d'endurir-se més que el Metapod del rival. Al final, Misty acaba el combat.
En aquest mateix episodi, quan un eixam de Beedrill amenaça la vida d'Ash, Metapod evoluciona a Butterfree per salvar-lo.

## Butterfree
Butterfree és una de les espècies que apareixen a la franquícia Pokémon. És la forma final de la línia evolutiva de Caterpie, i com les papallones de la vida real, creix des d'una eruga fins a ésser una papallona, passant per la fase de crisàlide.

### Etimologia
El nom Butterfree és una mescla dels mots anglesos butterfly ('papallona') i free ('lliure').

### Morfologia
Butterfree és un insecte atractiu, amb grans ulls vermells, un cos lila, dues mans i dues potes (en lloc de sis com en les papallones autèntiques). Les seves ales blanques estan cobertes d'espores tòxiques, i repel·len l'aigua. Això li permet volar sota la pluja, cosa que molts altres Pokémon de tipus bestiola tenen problemes per fer.
Butterfree s'alimenta recollint nèctar cada dia, volant de flor en flor. Es frega el nèctar a les potes peludes i se l'emporta de tornada al niu. És capaç de veure flors en la distància a més de 10 quilòmetres.
En la batalla, Butterfree bat les seves ales cobertes d'espores a alta velocitat per a alliberar una pols tòxica a l'aire, debilitant l'enemic per poder fugir o per aconseguir un avantatge en el combat. Els Butterfree també tenen una sorprenent capacitat d'usar poders telequinètics.
En un moment de les seves vides, els Butterfree escullen una parella i volen a través del mar fins a una terra distant per reproduir-se. Després de l'aparellament, els Butterfree moren, deixant que els petits Caterpie tinguin cura d'ells mateixos en aquesta nova terra. Quan aquestes cries evolucionen, també escullen una parella i volen de tornada a la terra dels seus pares, on tornen a començar el mateix procés reproductiu mortal. Això és el cicle geogràfic dins el cicle vital dels Butterfree.
No s'ha de confondre amb Beautifly, un Pokémon papallona similar que habita en una regió diferent.

### En els videojocs
En les primeres edicions de Pokémon (Vermell, Blau i Groc), només s'aconsegueix un Butterfree evolucionant un Metapod. A Or, Plata i Cristall, també se'n pot capturar al National Park. A Rubí i Safir, cal intercanviar-lo amb VerdFulla o VermellFoc. En el joc Pokémon Go es necessiten 50 caramels de Caterpie per evolucionar-lo a partir d'un Metapod.
En general, les estadístiques de Butterfree són raonablement bones. Té un bon nivell d'atac especial, defensa especial i velocitat, però també té un nivell inferior d'atac i de defensa. Lluita millor amb el seu arsenal de moviments especials, tals com "Paralitzador" o "Somnífer". Això es pot complementar amb els seus atacs curadors, com Mega Esgotar o Giga Drenatge. L'altre avantatge d'utilitzar un Butterfree és la rapidesa amb què evoluciona; un Metapod es torna Butterfree en arribar al nivell 10.

### A l'anime
A l'episodi Challenge of the Samurai, el Caterpie d'Ash Ketchum evoluciona a Metapod, i al final de l'episodi, evoluciona a Butterfree, salvant Ash i els seus amics d'un eixam de Beedrill utilitzant Somnífer. Ash usava bastant Butterfree, sobretot per aprofitar els seus poders especials.
A l'episodi "Bye Bye Butterfree", el Butterfree d'Ash s'enamora d'un Butterfree femella salvatge rosa durant l'estació d'aparellament dels Butterfree. Pel seu bé, Ash allibera el Butterfree.